# HTC HD7
HTC HD7 (inne nazwy: HTC HD3, HTC Touch HD7) – smartfon firmy HTC. Będąc następcą HD2, nowy HTC HD7 zawdzięcza nazwę systemowi operacyjnemu, na którym jest oparty – Windows Phone 7.

## Opis i dane
HD7 ma dotykowy wyświetlacz LCD 4,3", o rozdzielczości 480 × 800 pikseli. Procesor HD7 to Snapdragon o taktowaniu 1 GHz. HD7 ma dysk 8 GB, 512 MB ROM oraz 576 MB RAM. HD7 ma kontrolery: Wi-Fi b/g/n, Bluetooth 2.1 oraz USB. Telefon waży 162 gramy, a jego wymiary to 122 × 68 × 11.2 mm. 

## Rodzina HD7
Model HTC Touch HD7 jest jednym z członków rodziny HD7. Prócz niego, w skład tej serii wchodzą: 
- HTC 7 Trophy - ma zmniejszony wyświetlacz (3,8")
- HTC 7 Mozart - odpowiednik modelu HTC 7 Surround poza Ameryką
- HTC 7 Pro - ma wysuwaną klawiaturę QWERTY i wyświetlacz 3,6"
- HTC 7 Surround - ma wysuwany z boku obudowy głośnik

### Porównanie
|                     | HD7                    | 7 Surround             | 7 Trophy               | 7 Mozart               | 7 Pro                  |
| ------------------- | ---------------------- | ---------------------- | ---------------------- | ---------------------- | ---------------------- |
| Ekran               | 4.3", 480x800          | 3.8", 480x800          | 3.8", 480x800          | 3.7", 480x800          | 3.6", 480x800          |
| Procesor            | Qualcomm QSD8250 1 GHz | Qualcomm QSD8250 1 GHz | Qualcomm QSD8250 1 GHz | Qualcomm QSD8250 1 GHz | Qualcomm QSD8250 1 GHz |
| Pamięć RAM          | 576 MB                 | 448 MB                 | 576 MB                 | 576 MB                 | 576 MB                 |
| Pamięć ROM          | 512 MB                 | 512 MB                 | 512 MB                 | 512 MB                 | 512 MB                 |
| Pamięć wbudowana    | 8 lub 16 GB            | 16 GB                  | 8 GB                   | 8 GB                   | 8 GB                   |
| Wi-Fi/Bluetooth/USB | /                      | /                      | /                      | /                      | /                      |
| Aparat              | 5 MPx                  | 5 MPx                  | 5 MPx                  | 8 MPx                  | 5 MPx                  |

## Galeria

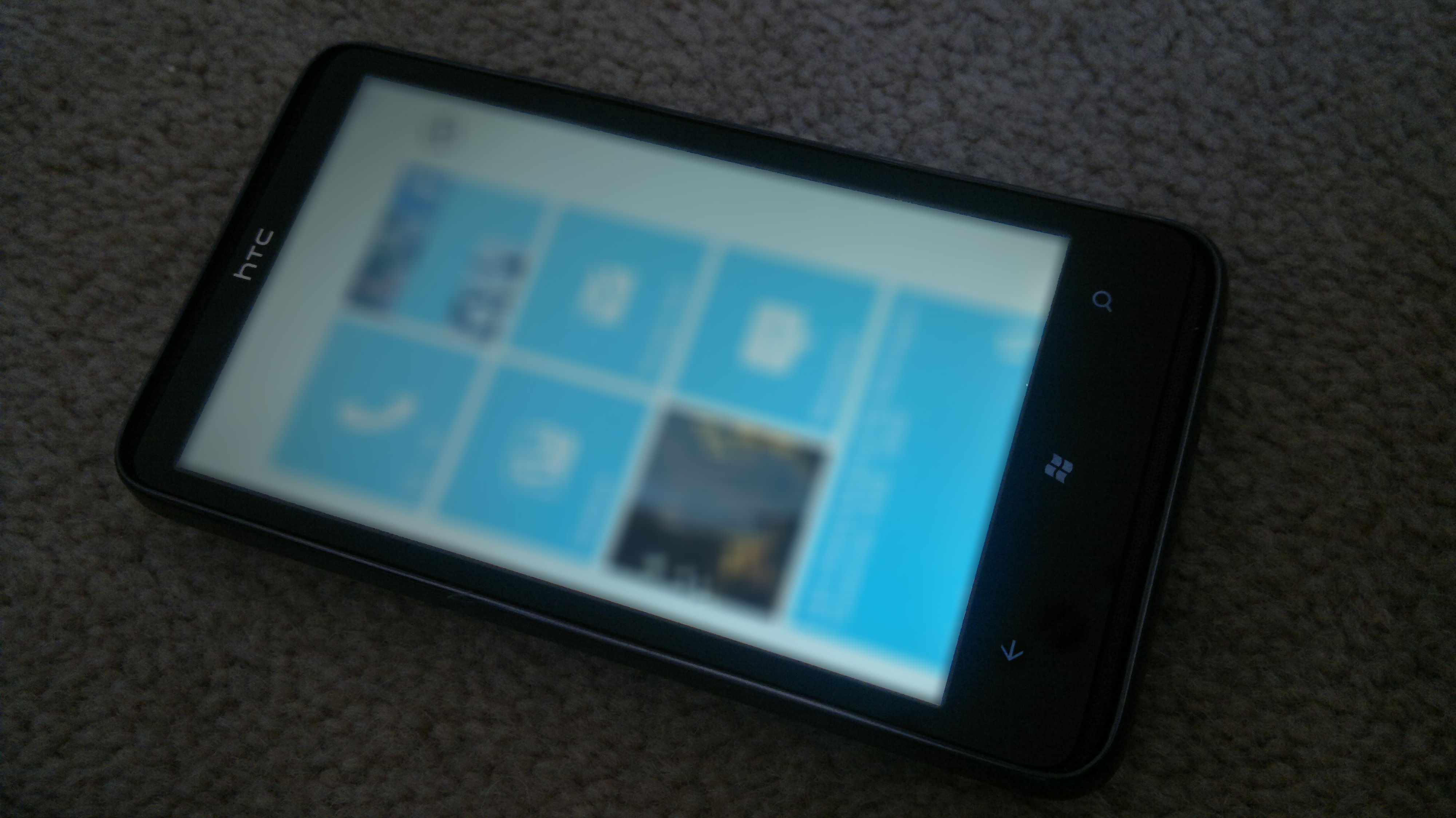
Model HD7
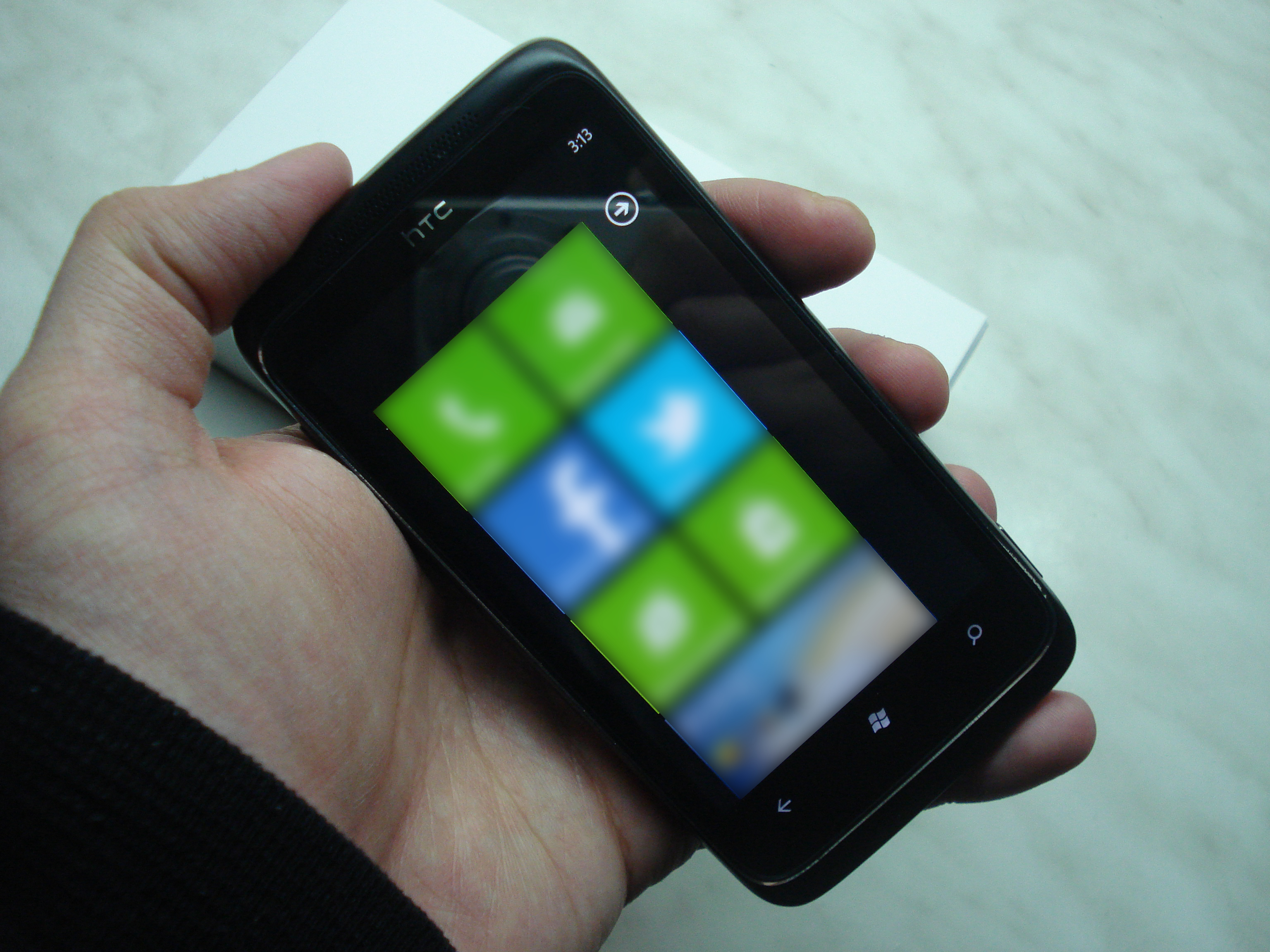
Model 7 Trophy
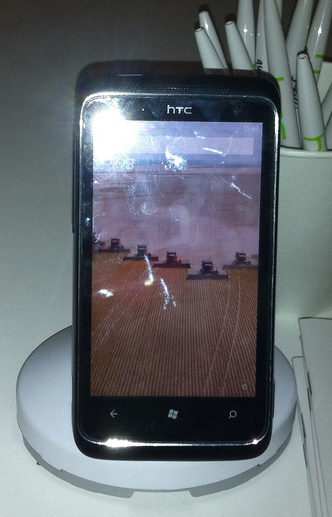
Model 7 Surround
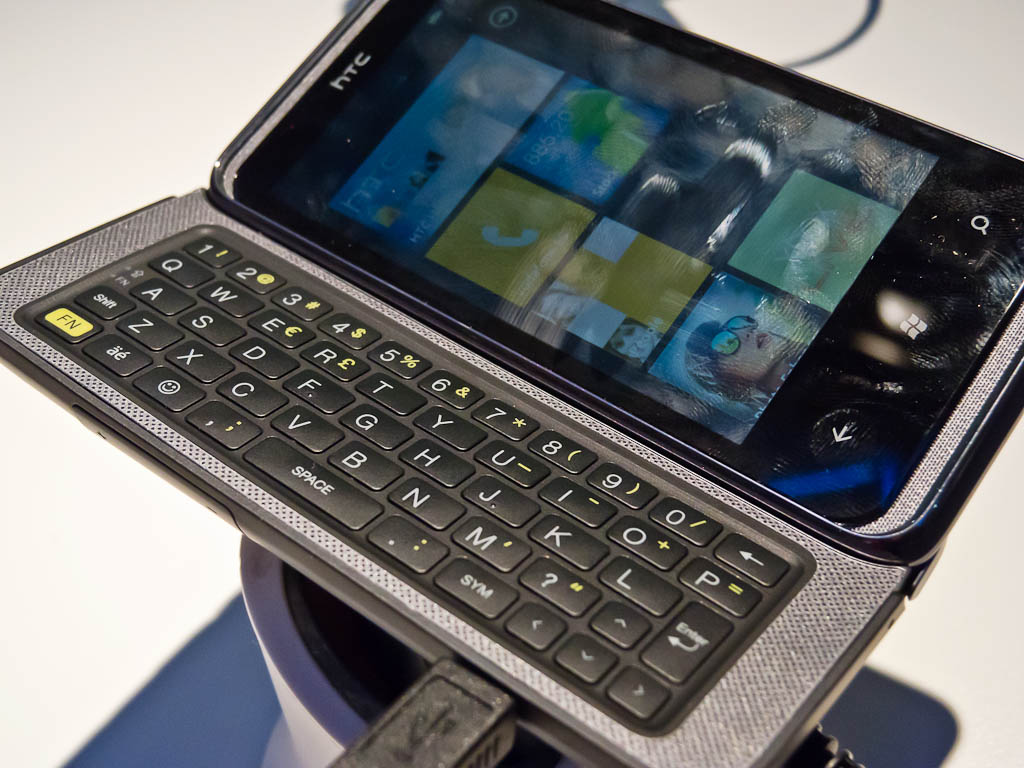
Model 7 Pro
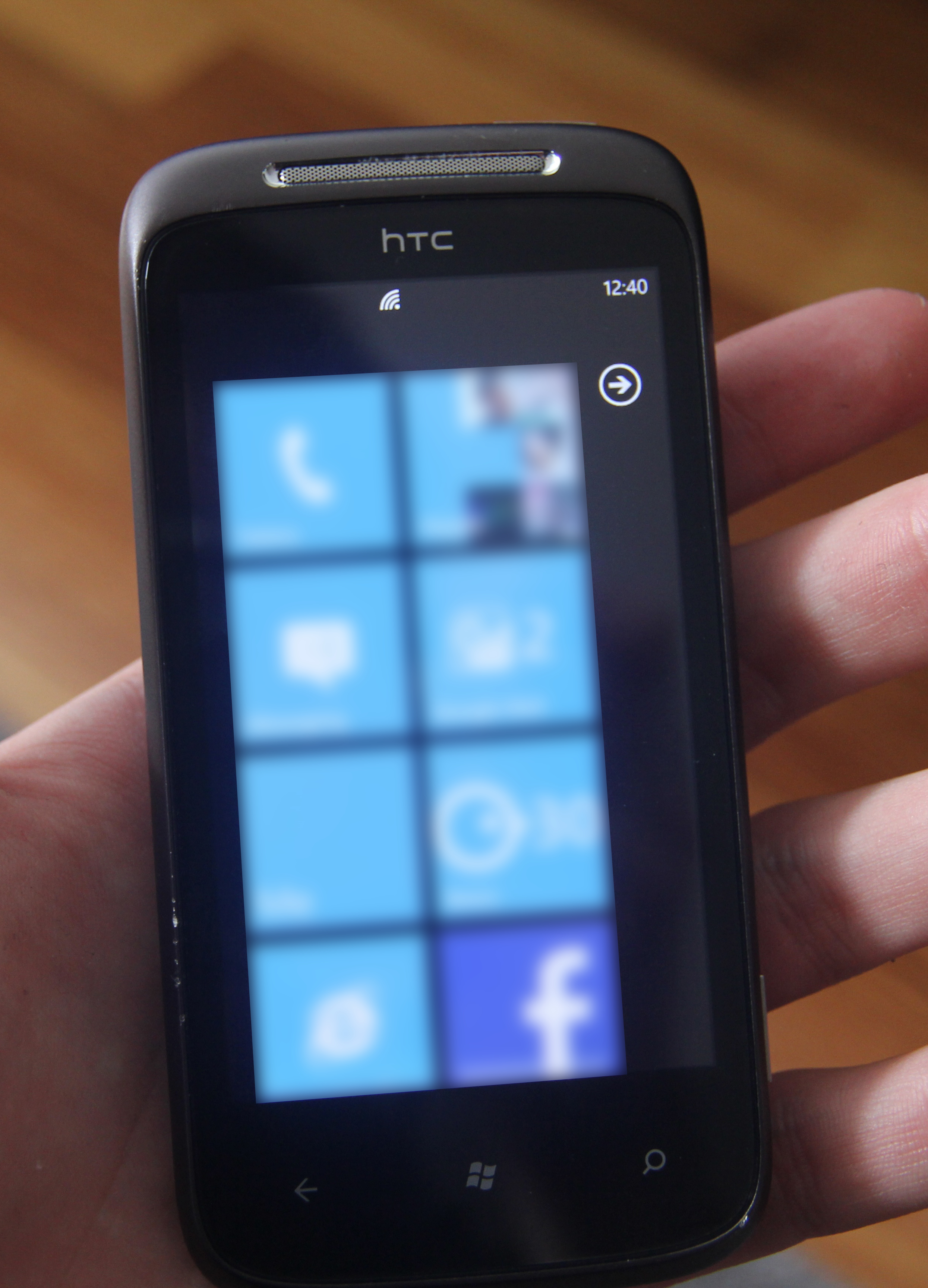
Model 7 Mozart